# النشيد الرسمي للقوات المسلحة (مصر)
رسمنا على القلب وجه الوطن هو النشيد الرسمي للقوات المسلحة المصرية. كتبه الشاعر المصري فاروق جويدة، ولحّنه كمال الطويل.

## كلمات النشيد
- النشيد الوطني المصري[1]